# Gabriele Camphausen
Gabriele Camphausen (* 1957 in Bonn) ist eine deutsche Historikerin. Öffentliche Bekanntheit erlangte sie vor allem durch ihre Arbeit als geschäftsführende Direktorin der Topographie des Terrors (1998–2001) sowie als Vorsitzende des Vereins „Berliner Mauer - Gedenkstätte und Dokumentationszentrum e.V.“ (1998 bis 2009). Für letztere Tätigkeit wurde sie im September 2009 mit dem Verdienstorden des Landes Berlin ausgezeichnet. Zuvor war sie als wissenschaftliche Mitarbeiterin unter anderem im Museum Berlin Karlshorst und als wissenschaftliche Leiterin der Gedenkstätte Berlin-Hohenschönhausen tätig.
Seit 2002 arbeitet sie als Fachbereichsleiterin für politische Bildung, seit 2016 für Ausstellungen und Schwerpunktstudien in der Stasi-Unterlagen-Behörde. Sie war Kuratorin bzw. Co-Kuratorin mehrerer Ausstellungen, so „Feind ist, wer anders denkt“, „Stasi. Die Ausstellung“ und „Staatssicherheit in der SED-Diktatur“.